# Bo-Katan Kryze
Bo-Katan Kryze a Csillagok háborúja egyik szereplője, aki a Klónok háborúja, a Lázadók és a The Mandalorian című sorozatokban szerepel. Megszemélyesítője (illetve az animációs sorozatokban szinkronhangja és motion capture-alanya) Katee Sackhoff amerikai színésznő.

## Életrajz
Bo-Katan Kryze Mandalore-ról származik, az ottani uralkodó, Satine Kryze húga. A Klónok háborúja idején, viszonylag fiatalon a Halálőrség (Death Watch) nevű paramilitáris, félterrorista szervezet tagja lesz, és annak vezetőjének, Pre Vizslának a jobbkeze. Miután Darth Maul megszállja Mandalore-t, és legyőzi, majd kivégzi Vizslát és Satine-t is, Bo-Katan (sok más mandalórival ellentétben) egyes társaival Maul ellen fordul. Később a Köztársaság, azon belül is Ahsoka Tano (korábbi ellensége) segítségét kéri Maul eltávolításában, amely bár sikerrel jár, csak egy ideig szabadítja fel Mandalore-t, mert a Köztársaság órákon belül elbukik, helyét a Galaktikus Birodalom veszi át, amely megszállja bolygóját. Kryze a Wren-klánnal szövetkezik (Ursa Wrennel, valamint annak lányával, a lázadó-szimpatizáns Sabine Wrennel), hogy legyőzzék a Birodalom által patronált Gar Saxont, Maul korábbi csatlósát. Ennek sikerét követően Kryze megörökli a Sötétkardot (Darksaber), amely egy történelmi jelentőségű, egyedi fegyver, és Mandalore uralkodóját illeti. Az Ezer Könny Éjszakáján (ezen az éjszakán zárul a Birodalom és Mandalore csatája, Mandalore lakosságának nagy része odavész) elveszíti, a fegyver Gideon moffhoz kerül, aki azt ígéri, hogyha leteszik a fegyvert és átadja a kardot megkíméli a megmaradt életeket. Miután ez megtörtént, a moff nem tartja be az ígéretét és megöl minden túlélőt.
Bo-Katan két társával, Koska Reeves-zel és Axe Woves-zal bujkálva próbál Gideon nyomára akadni, egy ilyen alkalommal fut össze Din Djarin fejvadásszal, akivel alkalmi szövetséget kötnek, miután kétszer is megmentik az ő és az általa vigyázott Gyermek, Grogu életét. Djarin segít Bo-Katanéknak egy fegyverszállítmányt elkötni a birodalmiaktól, majd elválnak útjaik, ám Reeves és ő nemsokára ismét egy csapat lesznek a fejvadásszal (kiegészülve Boba Fettel, Cara Dune-nel és Fennec Shanddal), amikor Djarin a segítségüket kéri Grogu megmentésében, akit Gideon elrabolt. A csapat csellel feljut Gideon hajójára, Djarin pedig elveszi a Sötétkardot Gideontól, és bár ő nem tart rá igényt, Kryze népe hagyományai miatt csak harcban szerezheti vissza a fegyvert jogosan. Közben Gideon sötétosztagos droidjai kis híján végeznek velük, ám Luke Skywalker személyesen menti meg őket, aki elviszi Grogut, hogy jediként nevelje fel az ifjoncot.
Bo-Katan visszatér Kalevalára családi kastélyába, ahol hamarosan ismét keresztezik egymást útjaik Din Djarinnal. Miután Djarin alászáll Mandalore mélységeibe, Bo-Katannak kell őt megmentenie egy kiborg karmai közül, amely tettével hivatalosan is övé lesz a Sötétkard. Miután a Birodalom elpusztítja a kastélyát, Bo-Katan Djarinnal tart útja során, ahol találkozik a fejvadász klánjával, akikkel a korábbi ellenségeskedést félretéve szövetséget kötnek. Egy végső összecsapás során at egyesített mandalóri csapatok megütköznek Gideon moff seregével, amely harc során a Sötétkard elpusztul, Gideon pedig meghal. Ezt követően Mandalore-t szimbolikusan is újraegyesítik, Bo-Katan pedig ismét népe vezetője lesz, mint egykoron.

## Háttér
Bo-Katan Kryze elsőként a Klónok háborúja animációs sorozat negyedik évadában, az "A Friend in Need" című epizódban bukkan fel, ekkor még antagonistaként ábrázolva, aki a pacifista nővérével szembehelyezkedve erősebb kezű vezetést akar bolygójának. A sorozat több epizódjában szerepel, egészen a záró évad utolsó történetszáláig, Mandalore ostromáig. Néhűny epizód erejéig a Star Wars: Lázadók animációs sorozatban is viszontlátjuk. Mindkét szériában Katee Sackhoff szólaltatja meg a karaktert, valamint motion-capture technológiával a mimikáját is ő adta. A karakter élőszereplős formában először a Mandalorian sorozat második évadának harmadik epizódjában tűnik fel ("The Heiress"), ahol szintén Katee Sackhoff alakítja, immáron hús-vér valójában. Sackhoff azt nyilatkozta, meglepte hogy megkapta az élőszereplős szerepet, mert ő arra számított, hogy híresebb színésznőt (pl. Scarlett Johanssont) kérnek fel majd rá. A Mandalorian harmadik évadában karaktere visszatért és főszereplővé vált.